# Brachypipona hispanica
Brachypipona hispanica är en stekelart som först beskrevs av Giordani Soika 1973.  Brachypipona hispanica ingår i släktet Brachypipona och familjen Eumenidae. Inga underarter finns listade.